# 克莱县 (佐治亚州)
克萊縣（英語：Clay County）是美國喬治亞州西南部的一個縣，西鄰阿拉巴馬州。面積562平方公里。根据美國2000年人口普查，共有人口3,357人。縣治蓋恩斯堡（Fort Gaines）。
成立於1854年2月16日。縣名紀念代表肯塔基州的聯邦參議員、國務卿亨利·克萊（Henry Clay）。